# José Gálvez FBC
El José Gálvez FBC és un club de futbol peruà de la ciutat de Chimbote, a la regió d'Ancash.
Fou fundat el 27 d'octubre de 1951 amb el nom de Manuel Rivera, nom d'un dels millors esportistes de la ciutat de Chimbote. L'11 de novembre de 1963 la Federació Peruana de Futbol crea una norma per la qual les institucions no podien portar noms de persones vives i el club decideix canviar el nom pel de José Gálvez FBC.

## Palmarès
- Copa Perú:[5]

1996, 2005
- Copa Federación:

2012
- Copa Inca:

2011
- Segona divisió peruana de futbol:

2011